# اسلمنن
اسلمنن (به انگلیسی: Slamannan) یک روستا در بریتانیا است که در فالکرک واقع شده‌است. اسلمنن ۱٬۳۶۰ نفر جمعیت دارد.